# Mariana Peñalva
Mariana Peñalva (Cidade do México, 1979) é uma atriz mexicana.

## Filmografia

### Cinema
- The Winedancers (2013) .... Randy
- Regresa (2010) .... Isabel
- Escrito con sangre (2009) .... Nina
- Arráncame la vida (2008) .... Mercedes
- La chica del arete de perla (2002)
- Original Sin (2000)

### Televisão
- Terminales (2008) .... Vanessa
- El Pantera (2008) .... Gerente
- Tormenta en el paraíso (2008) .... Micaela
- La vida es una canción (2004) .... Verónica, Julieta, Ángeles
- Heredera (2004) .... Enfermeira
- Perla (1997-1998) .... Regina
- Mirada de mujer (1997) .... Andrea